# Mordellistena phaea
Mordellistena phaea là một loài bọ cánh cứng trong họ Mordellidae. Loài này được Nomura miêu tả khoa học năm 1951.